# Heliura zonata
Heliura zonata är en fjärilsart som beskrevs av Druce 1905. Heliura zonata ingår i släktet Heliura och familjen björnspinnare. Inga underarter finns listade i Catalogue of Life.